# Hohenleuben
Hohenleuben là một thị xã in the huyện Greiz, ở bang Thüringen, Đức. Đô thị này có diện tích 9,52 km², dân số thời điểm ngày 31 tháng 12 năm 2006 là 1784 người. Đô thị này tọa lạc 12 km về phía tây bắc của Greiz, và 19 km về phía nam Gera.